# 자크 다르마냐크 드 느무르 공작

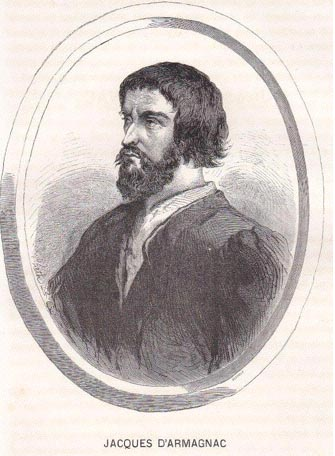
자크 다르마냐크

자크 다르마냐크(Jacques d'Armagnac 1433년 경 – 1477년 8월 4일)는 파르디아크 백작 베르나르 드 파르디아크와 엘레오노르 드 부르봉 사이에 태어난 아들이며, 느무르 공작이다.
카스트르 백작 작위를 사용하는 동안, 그는 1449년과 1450년 노르망디에서 샤를 7세 휘하에 있었으며, 그 뒤에는 기엔에 있었다. 루이 11세는 그에게 훈장을 내리기도 하였다. 1462년 자크는 그의 아버지 자리를 계승했고, 루이 11세는 그에게 그의 대녀이자 샤를 4세 뒤 멘의 딸인 루이즈(Louise)를 결혼시켰다. 루이 11세는 또한 그에게 느무르 공국에 대한 그의 작위를 인정해주었으며, 그것을 통해 그는 나바라의 군주와 불화가 생겨났다.
루시용을 진압하기 위해 루이에 의해 보내진 느무르 공작은 이 작전의 빠른 성공의 대가가 부족하다고 여겼으며, 1465년 공익 동맹에 참여하게 된다. 그뒤에, 그는 루이와 화해했지만, 곧 그의 음모를 재개하였다. 자크를 두 차례나 용서한, 왕의 인내심이 한계에 이르러, 그는 카를라에 있는 공작의 성을 포위했고 그를 붙잡았다. 느무르 공작은 철창에 갇힌체 극도의 경계속에 다뤄졌다. 그는 마침내 파를망에 의한 사형 선고를 받아 1477년 8월 4일 처형되고 말았다.
그와 루이즈 사이에 여섯 명의 자식을 두었다:
- 자크(Jacques, 어린 시절에 사망)
- 장 다르마냐크느무르 (1467–1500)
- 루이 다르마냐크 (1472–1503)
- 마르그리트 다르마냐크 (1503년 사망) - 피에르 드 로앙(Pierre de Rohan)과 혼인
- 카트린 다르마냐크 (1487년 사망) - 장 2세 드 부르봉와 1484년에 혼인
- 샬로트 다르마냐크 (1504년 사망) - 샤를 드 로앙(Charles de Rohan)과 혼인